# Konferenz der römisch-katholischen Bischöfe in Russland

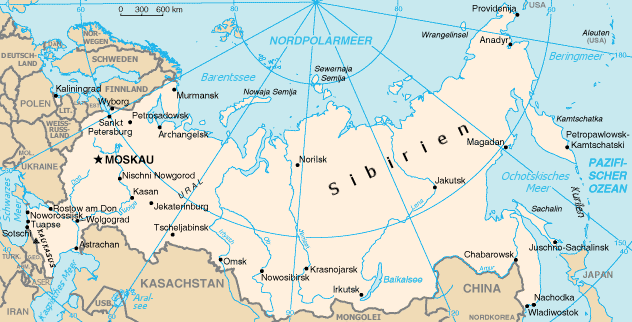
Russland

Die Konferenz der katholischen Bischöfe in Russland (russisch Конференция католических епископов России) ist der Zusammenschluss der katholischen Bischöfe in Russland. Im internationalen kirchlichen Sprachgebrauch trägt sie die italienische Bezeichnung Conferenza dei Vescovi Cattolici della Federazione Russa (C.V.C.F.R.). Die Russische Bischofskonferenz ist Mitglied im Rat der europäischen Bischofskonferenzen (CCEE) und assoziiertes Mitglied im Verband der asiatischen Bischofskonferenzen (F.A.B.C.)

## Präsidium
- 2005–2011: Vorsitzender Joseph Werth SJ, Vize-Vorsitzender Cyryl Klimowicz
- 2011–2017: Vorsitzender Paolo Pezzi FSCB, Vize-Vorsitzender Clemens Pickel
- seit 2017: Vorsitzender Clemens Pickel, Vize-Vorsitzender Joseph Werth SJ, Generalsekretär Igor Kowalewski